# Grant Murray
Grant Robert Murray (Edimburgo, 29 agosto 1975) è un ex calciatore e allenatore di calcio scozzese.

## Caratteristiche tecniche
Principalmente terzino destro, ha giocato anche a sinistra ed a centrocampo.

## Palmarès

### Club

#### Competizioni nazionali
- Coppa di Scozia: 1

Hearts: 1997-1998
- Scottish Challenge Cup: 1

Raith Rovers: 2012-2013